# Стеностировые
Стеностировые, или мухоловки-феи (лат. Stenostiridae), — семейство мелких воробьиных птиц, предложенное по результатам открытий в молекулярной систематике.

## Систематика
Новая клада была названа в честь стеностиры, монотипического рода, ранее находившегося в семействе мухоловковых. Его объединили с родом Elminia, ранее находившемся в семействе монарховых, близкородственными канареечными мухоловками и одним видом, ранее считавшимся веерохвосткой. Другие африканские или азиатские виды, вероятно, тоже окажутся в этой новой кладе. Предположительно синичьи мухоловки являются настоящими мухоловками, в некоторой степени морфологически схожие со стеностирами. Стеностировые в целом являются родственниками ремезов, синиц и гаечек. Всё указывает на то, что они больше являются близкими родственниками группы Sylvioidea, чем других певчих воробьиных, однако это подкрепляется имеющимися ненадёжными данными, и они могут быть выделены в отдельную, базальную группу.

### Классификация
Международный союз орнитологов относит к семейству 4 рода и 9 видов:
- Род Chelidorhynx Blyth, 1843
  - Chelidorhynx hypoxanthus (Blyth, 1843) — Золотобрюхая веерохвостка
- Род Culicicapa Swinhoe, 1871 — Канареечные мухоловки
  - Culicicapa ceylonensis (Swainson, 1820) — Сероголовая канареечная мухоловка
  - Culicicapa helianthea (Wallace, 1865) — Зеленоголовая канареечная мухоловка[9]
- Род Elminia Bonaparte, 1854
  - Elminia albicauda Barboza du Bocage, 1877 — Белохвостая хохлатая мухоловка[10]
  - Elminia albiventris (Sjöstedt, 1893) — Белобрюхая хохлатая мухоловка[10]
  - Elminia albonotata (Sharpe, 1891) — Горная хохлатая мухоловка[10]
  - Elminia longicauda (Swainson, 1838) — Бирюзовая хохлатая мухоловка
  - Elminia nigromitrata (Reichenow, 1874) — Черноголовая хохлатая мухоловка[10]
- Род Stenostira Cabanis & Bonaparte, 1850 — Стеностиры
  - Stenostira scita (Vieillot, 1818) — Стеностира